# Lingle
Lingle – miasto w Stanach Zjednoczonych, w stanie Wyoming, w hrabstwie Goshen.